# جامعة لوفان الكاثوليكية

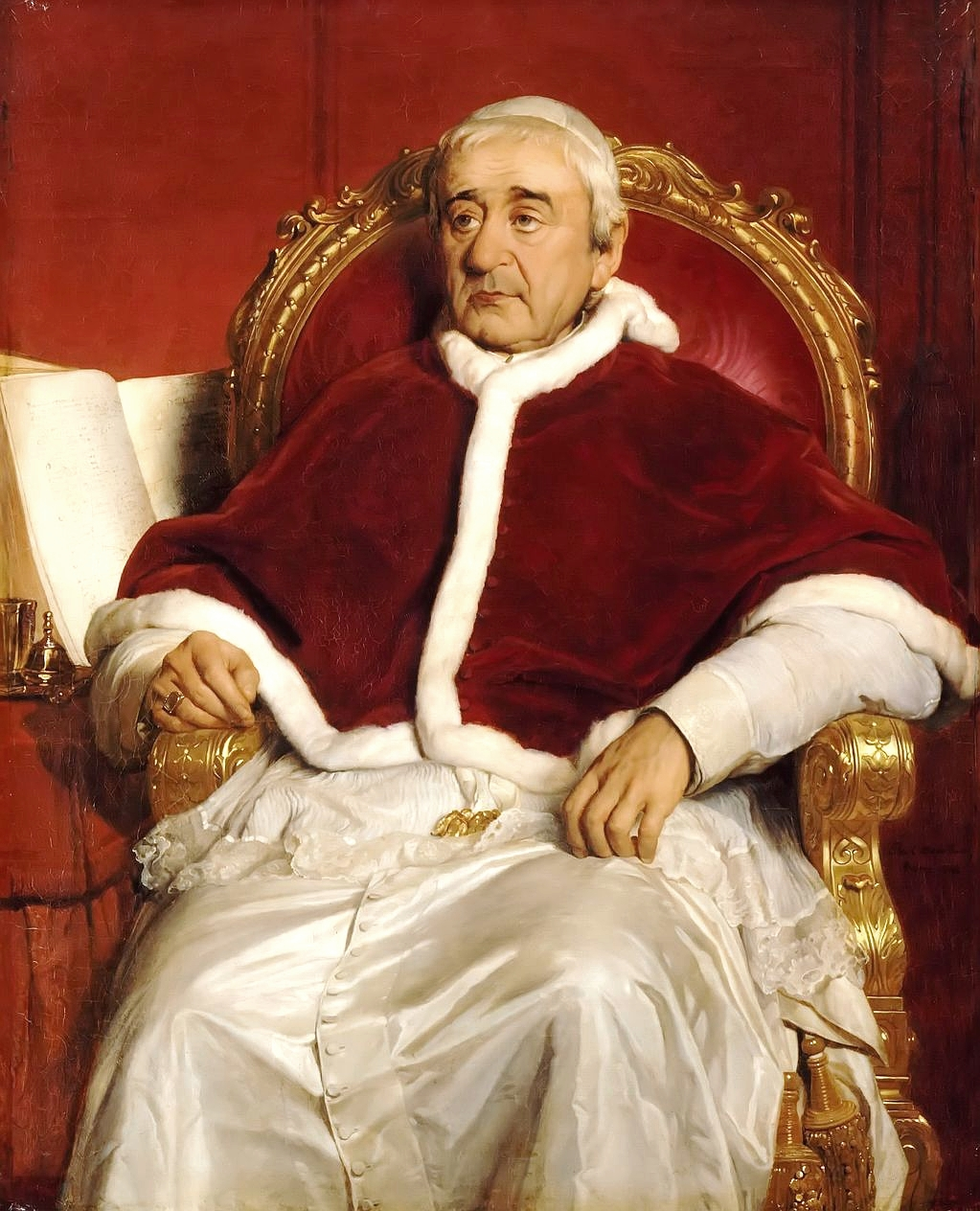
البابا غريغوري السادس عشر، أحد مؤسسي أساقفة بلجيكا للجامعة الكاثوليكية في مالينز عام 1834، والتي أصبحت فيما بعد الجامعة الكاثوليكية في لوفين

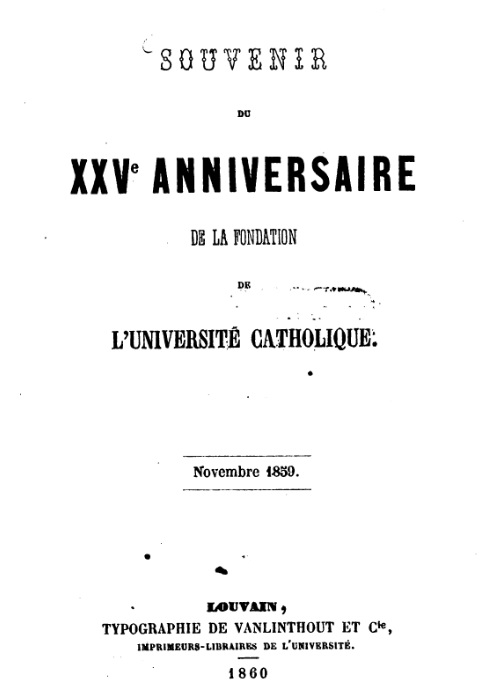
كتاب الاحتفال بالذكرى الخامسة والعشرين لتأسيس جامعة لوفان الكاثوليكية في 3 نوفمبر 1859.

جامعة لوفان الكاثوليكية (بالهولندية: Katholieke Universiteit Leuven، وتُعرف أيضًا بالاختصار KU Leuven)، كما تعرف أيضًا باسم جامعة لوفان هي جامعة مقرها مدينة لوفان بإقليم الفلاندرز البلجيكي، ولغة الدراسة بها هي الهولندية، وتعد أقدم جامعة كاثوليكية ما زالت قائمة.
يقع الحرم الجامعي الرئيسي في لوفان، ولديها حرم جامعي تابع لها في كورترايك، وأنتويرب، وغنت، وبروج، وأوستند، وجيل، وديبنبيك، وآلست، وسينت كاتيليني ويفر، وفي العاصمة البلجيكية بروكسل. تُعد الجامعة أكبر جامعة في بلجيكا والبلدان المنخفضة. في العام الدراسي 2017-18، تم تسجيل أكثر من 58,000 طالب في الجامعة. تُعد اللغة الهولندية لغة التدريس الأساسية، على الرغم من أن العديد من البرامج يتم تدريسها باللغة الإنجليزية، وخاصة شهادات الدراسات العليا.
تصنف الجامعة باستمرار من بين أفضل 100 جامعة في العالم من خلال جداول الترتيب الرئيسية. اعتبارًا من عام 2020، احتلت المرتبة 45 في تصنيفات مجلة تايمز للتعليم العالي، و 80 وفقًا لتصنيف الجامعات العالمي QS، و 85 وفقًا لتصنيف شنغهاي الأكاديمي للجامعات العالمية. لمدة أربع سنوات متتالية بدءًا من عام 2016، صنفت تومسون رويترز الجامعة على أنها أكثر الجامعات إبداعًا في أوروبا،
على الرغم من كونها كاثوليكية في التراث، تعمل الجامعة بشكل مستقل عن الكنيسة. كما أنها مفتوحة للطلاب من مختلف الأديان أو مواقف الحياة.

## التاريخ

### جامعات سابقة في لويفن
كانت مدينة لويفن مقرًا لثلاث جامعات مختلفة.
تأسست جامعة لويفن القديمة عام 1425 من قبل السلطات المدنية لدوق برابانت جون الرابع من برابانت، وكذلك الإدارة البلدية لمدينة لويفن، على الرغم من المعارضة الأولية لفصل تم دمج سينت بيتر، رسميًا في الجمهورية الفرنسية عندما تنازل الإمبراطور الروماني المقدس، فرانسيس الأول، عن جنوب هولندا لفرنسا بموجب معاهدة كامبو فورميو الموقعة في 17 أكتوبر 1797. دخل قانون يعود تاريخه إلى عام 1793، والذي يقضي بإغلاق جميع الجامعات في فرنسا، حيز التنفيذ. ألغيت جامعة لويفنالقديمة بمرسوم صادر عن مديرية دايل في 25 أكتوبر 1797.
بعد سنوات قليلة من انتهاء الحكم الفرنسي، عندما كانت بلجيكا جزءًا من المملكة المتحدة لهولندا، أسس الملك ويليام الأول ملك هولندا في عام 1817 جامعة علمانية في لويفن، جامعة لويفن الحكومية، حيث كان هناك العديد من أساتذة القدامى. قامت جامعة لويفن بالتدريس. تم إلغاء هذه الجامعة أيضًا في عام 1835.

## الحرم الجامعي

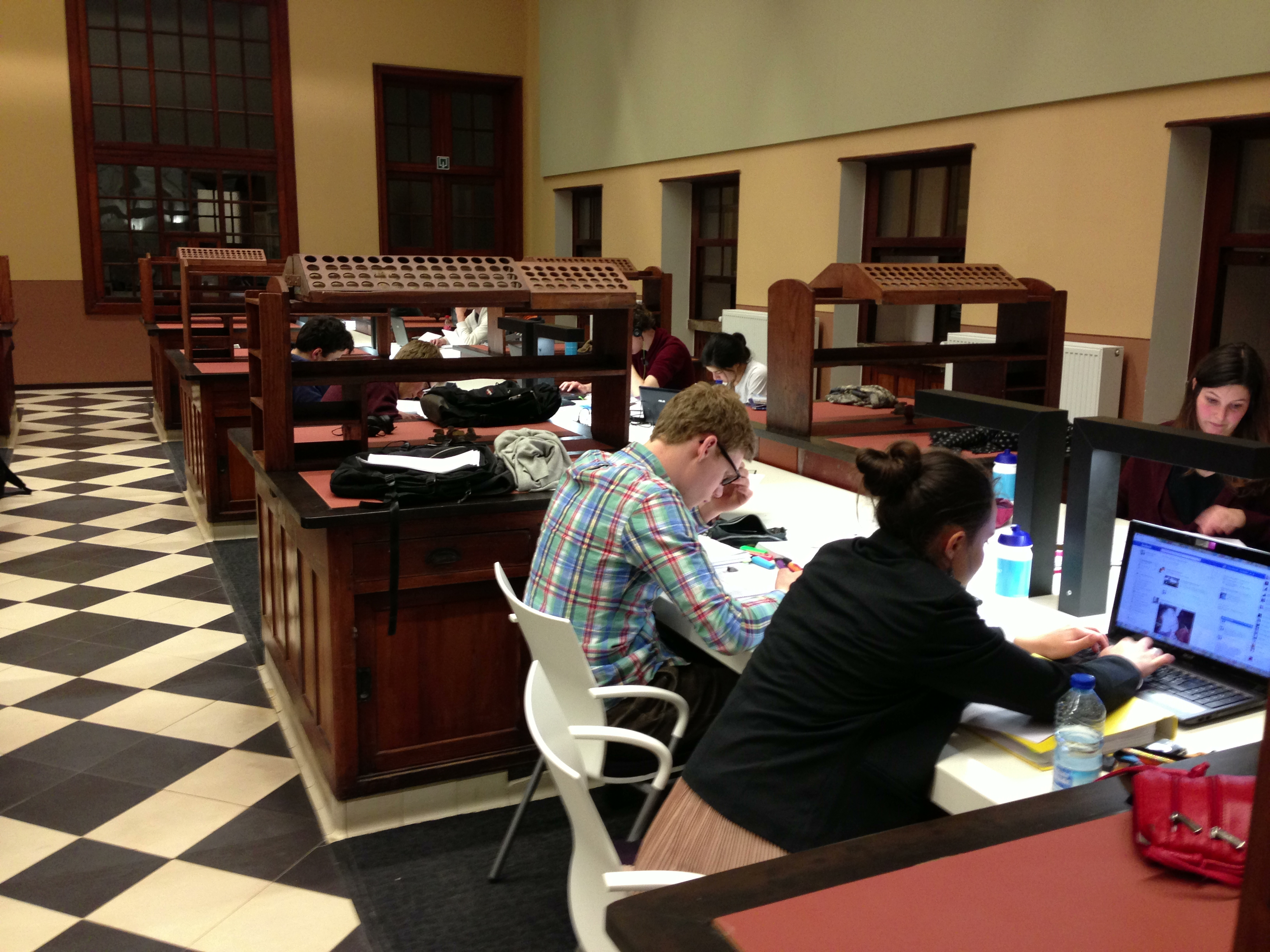
يدرس الطلاب في مركز التعلم AGORA في الجامعة

يقع الحرم الجامعي الرئيسي للجامعة في لويفن حيث تنتشر كليات المدارس والمكتبات والمعاهد وقاعات الإقامة والمستشفى الجامعي والمرافق الأخرى في جميع أنحاء المدينة. يقع مركز اجتماعات متعدد الثقافات في وسط المدينة. يقع المركز الرياضي الجامعي والصالة الرياضية في هيفيرلي. بالإضافة إلى ذلك، فإن موقع التراث العالمي لليونسكو جروت بيجيجنهوف، وهو موقع تاريخي في جنوب المدينة، مملوك للجامعة ويعمل كواحدة من العديد من قاعات الإقامة.
يتم تقديم وسائل النقل العام داخل المدينة بشكل أساسي من خلال نظام حافلات De Lijn. تُعد مدينة لويفن محور رئيسي في شبكة قطارات بلجيكا والبلد المجاور. حيث تقع محطة القطار في الطرف الشمالي الشرقي من المدينة.
يقع الحرم الجامعي الرئيسي في لوفان، ولديها حرم جامعي تابع لها في كورترايك، وأنتويرب، وغنت، وبروج، وأوستند، وجيل، وديبنبيك، وآلست، وسينت كاتيليني ويفر، وفي العاصمة البلجيكية بروكسل.

## التنظيم والبرامج الأكاديمية
يتم تنظيم الأكاديميين في الجامعة إلى ثلاث مجموعات، لكل منها كلياتها وأقسامها ومدارسها التي تقدم برامج تصل إلى مستوى الدكتوراه. بينما يتم تدريس معظم الدورات باللغة الفلمنكية، يتم تقديم العديد منها باللغة الإنجليزية، وخاصة برامج الدراسات العليا. تشمل الأقسام البارزة في الجامعة المعهد العالي للفلسفة ومعهد ريجا للبحوث الطبية.
مجموعة العلوم الطبية الحيوية
- كلية الطب
- كلية العلوم الصيدلانية
- كلية علم الحركة وعلوم التأهيل
- قسم علوم القلب والأوعية الدموية
- قسم علوم صحة الفم
- قسم الصيدلة والعلوم الدوائية
- قسم علم الوراثة البشرية
- قسم التصوير وعلم الأمراض
- قسم علم الحركة
- قسم علم الأحياء الدقيقة والمناعة
- قسم الطب الخلوي والجزيئي
- قسم علوم الأعصاب
- قسم الأورام
- قسم الطب السريري والتجريبي
- قسم علوم التأهيل
- دائرة التطوير والتجديد
- قسم الصحة العامة والرعاية الأولية
- مدرسة الدكتوراه في العلوم الطبية الحيوية

مجموعة العلوم الإنسانية والاجتماعية
- معهد الفلسفة
- كلية اللاهوت والدراسات الدينية
- كلية القانون الكنسي
- كلية الحقوق
- كلية الاقتصاد والأعمال
- كلية العلوم الاجتماعية
- كلية الفنون
- كلية علم النفس والعلوم التربوية
- مركز التوثيق والبحوث للدين والثقافة والمجتمع (KADOC)
- معهد لوفين للغات
- مدرسة الدكتوراه في العلوم الإنسانية والاجتماعية

مجموعة العلوم والهندسة والتكنولوجيا
- كلية الهندسة المعمارية
- كلية العلوم
- كلية العلوم الهندسية
- كلية هندسة العلوم البيولوجية
- كلية تكنولوجيا الهندسة
- قسم علوم الأرض والبيئة
- قسم العمارة
- قسم علم الأحياء
- قسم النظم الحيوية
- قسم الهندسة المدنية
- قسم الكيمياء
- قسم الهندسة الكيميائية
- قسم علوم الحاسوب
- قسم الهندسة الكهربائية (ESAT)
- قسم هندسة المواد
- قسم النظم الميكروبية والجزيئية
- قسم الفيزياء والفلك
- قسم الهندسة الميكانيكية
- قسم الرياضيات
- مركز العلوم والتكنولوجيا والأخلاق (CWTE)
- مدرسة Arenberg للدكتوراه في العلوم والهندسة والتكنولوجيا

مجموعة العلوم والهندسة والتكنولوجيا
- المركز الأوروبي للأخلاق
- معهد أبحاث العمل والمجتمع
- مركز التاريخ الزراعي
- مركز الإحصاء الجامعي (UCS)
- معهد الطاقة
- مركز أبحاث واستشارات الرعاية

## المكتبات

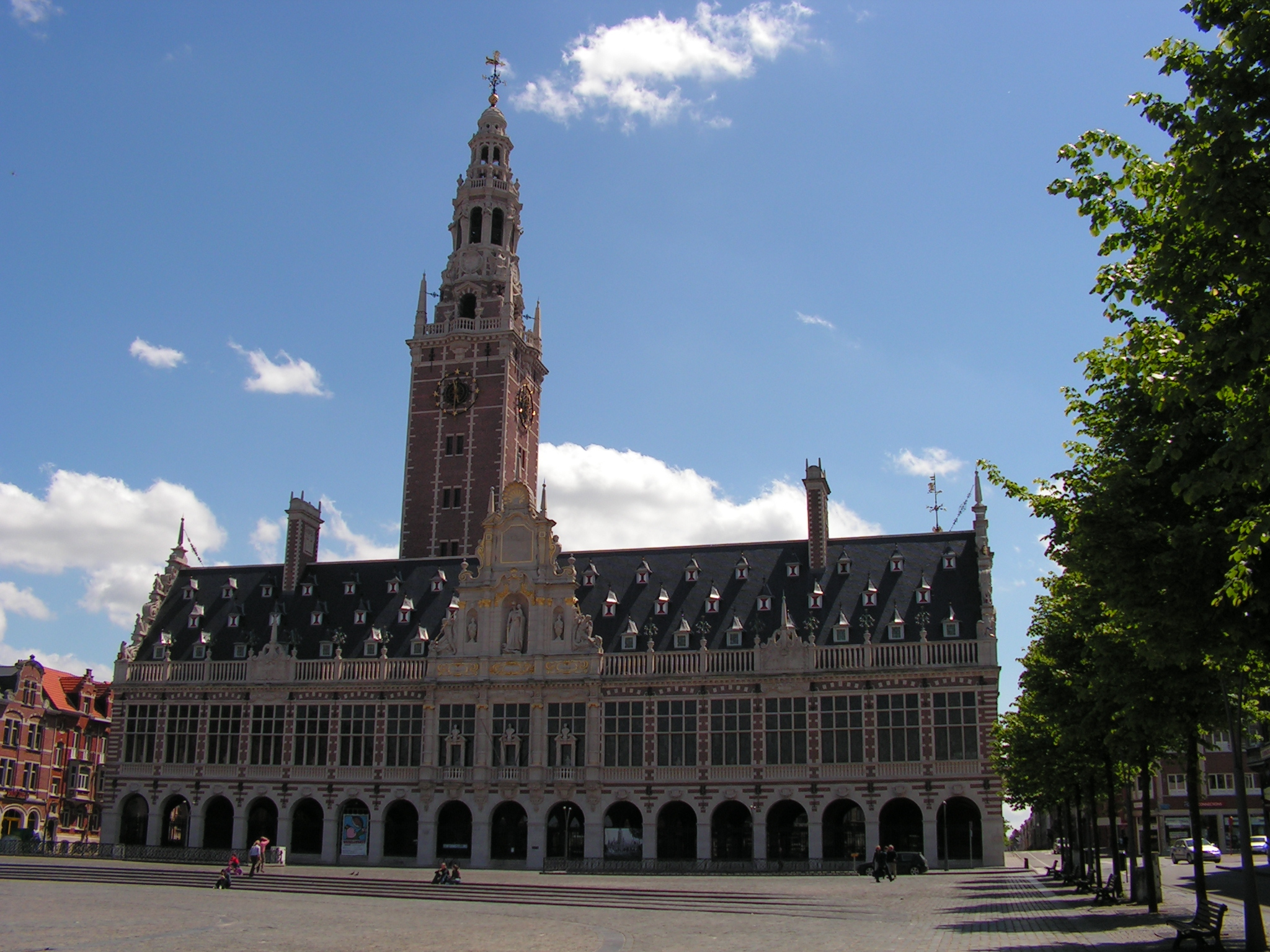
إحدى مكتبات الجامعة

تمتلك الجامعة 24 مكتبة ومركزًا تعليميًا عبر حرمها الجامعي البالغ عدده 12 حرمًا جامعيًا، وتحتوي على ملايين الكتب والوسائط الأخرى. تحتوي مكتبة اللاهوت وحدها على 1.3 مليون مجلد بعضها يعود تاريخها إلى القرن الخامس عشر. مكتبات الجامعة هي:
- 2 بيرغن - مكتبة الطب الحيوي
- 2Bergen - Campuslibrary Arenberg (العلوم الدقيقة، العلوم الهندسية، علوم الهندسة الصناعية، علوم الهندسة الحيوية، الهندسة المعمارية وعلم الحركة وعلوم إعادة التأهيل)
- Artes - Ladeuze & Erasmushuis (مجموعة العلوم الإنسانية والاجتماعية وكلية الآداب)
- مكتبة علم النفس والعلوم التربوية
- مكتبة القانون
- مكتبة العلوم الاجتماعية
- مكتبة معهد الفلسفة
- مركز التعلم AGORA
- مركز التعلم EBIB
- MATRIX (مكتبة الموسيقى والتسجيلات الصوتية)
- مكتبة موريتس ساب (مكتبة كلية اللاهوت والدراسات الدينية)

## مستشفى الجامعة
يُعد مستشفى جامعة لوفان المستشفى التعليمي. ويقع في الحرم الجامعي الأكثر شهرة، والذي يضم أيضًا كلية العلوم الصيدلانية ومعظم كلية الطب.

## البحوث البارزة
تمكن علماء جامعة الجامعة من إنتاج لوح هيدروجين شمسي قادر على تحويل ما لا يقل عن 15 في المائة من ضوء الشمس إلى غاز الهيدروجين، وهو رقم قياسي عالمي.
في لوحة الهيدروجين الشمسية، يتم إجراء تفاعلات تطور الهيدروجين والأكسجين في الطور الغازي في مقصورات الكاثود والأنود المفصولة بغشاء. توفر أغشية تبادل الأنيون بيئة قلوية تتيح استخدام مواد وفيرة من الأرض كمحفزات كهربائية
وفقًا لـ معهد مهندسي الكهرباء والإلكترونيات في عام 2019، يعد هذا قفزة هائلة من كفاءة 0.1% قبل 10 سنوات.
توفر هذه التقنية خسائر التحويل لدورة الطاقة الشمسية - الهيدروجينية الكلاسيكية حيث يتم حصاد الطاقة الشمسية أولاً عبر لوحة شمسية ثم يتم تحويلها إلى هيدروجين باستخدام محطات التحليل الكهربائي.

## الانتماءات

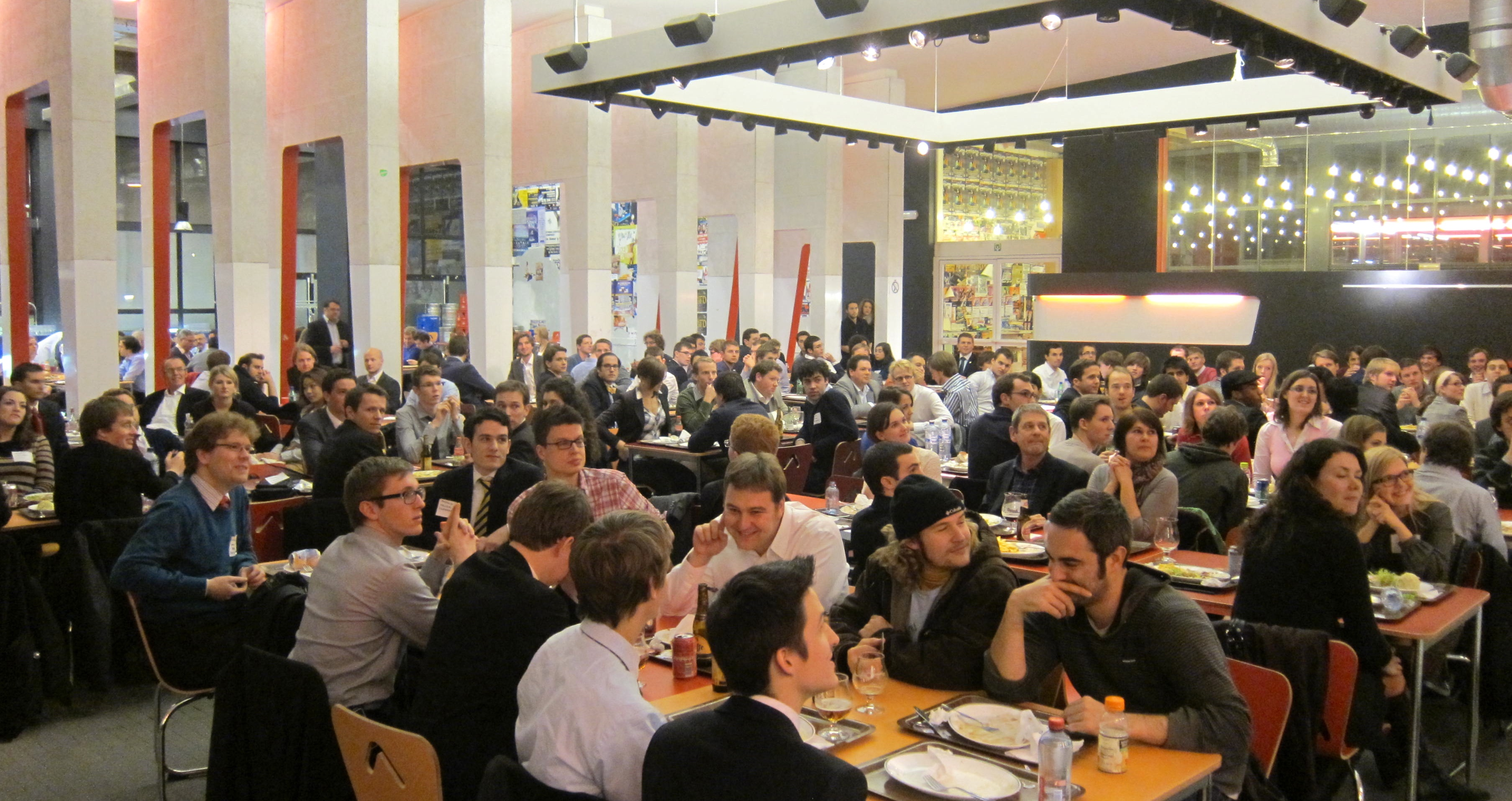
الطلاب الذين يحضرون مؤتمرًا في جامعة كاثوليك لوفين

منذ يوليو 2002، قام ثلاثة عشر معهدًا للتعليم العالي بتشكيل جمعية جامعة لوفان الكاثوليكية وأعضاؤها:
- جامعة لوفان الكاثوليكية
- مدرسة LUCA للفنون
- أوديسي
- توماس مور
- جامعة كاليفورنيا لوفين ليمبورغ
- يعيش

تُعد الجامعة عضو في عدد من الانتماءات الجامعية الدولية بما في ذلك جامعة جامعات الأبحاث الأوروبية، ومجموعة قلمرية، و UNA Europa، و يونيفيرسيتاس 21، وجامعة البندقية الدولية.

## الترتيب
اعتبارًا من عام 2020، احتلت الجامعة المرتبة 45 في تصنيفات مجلسة تايمز للتعليم العالي، و 80 وفقًا لتصنيف الجامعات العالمي QS، و 85 وفقًا لتصنيف شنغهاي الأكاديمي للجامعات العالمية. احتلت الجامعة أيضًأ المرتبة الأولى في قائمة طومسون رويترز للجامعات الأوروبية الأكثر ابتكارًا أربع مرات على التوالي منذ أن بدأت في عام 2016. اعتبارًا من عام 2019، احتلت أيضًا المرتبة 52 وفقًا لتصنيف CWTS ليدن و 56 وفقًا لتصنيف يو إس نيوز آند وورلد ريبورت لأفضل الكليات.
وفقًا لتصنيفات جامعة كيو إس العالمية حسب الموضوع في عام 2019، تم تصنيف جامعة لوفان الكاثوليكية ضمن أفضل 50 جامعة في العالم في المجالات التالية: الموضوعات المتعلقة بالرياضة (11)، اللاهوت (14)، طب الأسنان (17)، الكلاسيكيات والتاريخ القديم (22)، إدارة المكتبات والمعلومات (23)، علم النفس (24)، الإحصاء وبحوث العمليات (26)، الهندسة الميكانيكية (30)، الفلسفة (31)، الجغرافيا (34)، الصيدلة وعلم العقاقير (35)، التعليم والتدريب (36) )، القانون (37)، السياسة الاجتماعية والإدارة (39)، دراسات التنمية (43)، علوم المواد (45)، الهندسة الكيميائية (46)، السياسة (49)، علم الاجتماع (50)، علوم الحياة والطب (56)، العلوم الاجتماعية والإدارة (60)، الآداب والعلوم الإنسانية (61)، الهندسة والتكنولوجيا (61). وفقًا لـ QS أيضًا، يتم تصنيف العديد من برامج الجامعة الأخرى ضمن أفضل 100 في العالم، بما في ذلك اللغويات واللغة الإنجليزية وآدابها والتاريخ وعلم التشريح وعلم وظائف الأعضاء والهندسة المعمارية والأنثروبولوجيا وعلوم الكمبيوتر ونظام المعلومات والعلوم البيولوجية والهندسة المدنية والإنشائية، الهندسة الكهربائية والإلكترونية، دراسات الأعمال والإدارة، الرياضيات، الاقتصاد والاقتصاد القياسي، الكيمياء، المحاسبة والمالية.
| السنة | تصنيف الجامعات العالمية      | تصنيف الجامعات الأوروبية    | تصنيف السمعة العالمية |
| ----- | ---------------------------- | --------------------------- | --------------------- |
| 2011  | 119 (THE)                    | 37 (THE)                    |                       |
| 2012  | 67 (THE▲ 52)                 | 17 (THE▲ 20)                | 81-90 (THE)           |
| 2013  | 58 (THE▲ 9)                  | 13 (THE▲ 4)                 | 81-90 (THE )          |
| 2014  | 61 (THE▼ 3)                  | 17 (THE▼ 4)                 | 71-80 (THE▲ )         |
| 2015  | 55 (THE▲ 6) \| 96 (ARWU▲ )   | 13 (THE▲ 4) \| 32 (ARWU▲ )  | 71-80 (THE )          |
| 2016  | 35 (THE▲ 20) \| 90 (ARWU▲ 6) | 12 (THE▲ 1) \| 32 (ARWU )   | 51-60 (THE▲ )         |
| 2017  | 40 (THE▼ 5) \| 93 (ARWU▼ 3)  | 12 (THE ) \| 32 (ARWU )     | 51-60 (THE )          |
| 2018  | 47 (THE▼ 7) \| 90 (ARWU▲ 3)  | 14 (THE▼ 2) \| 31 (ARWU▲ 1) | 71-80 (THE▼ )         |
| 2019  | 48 (THE▼ 1) \| 86 (ARWU▲ 4)  | 15 (THE▼ ) \| 28 (ARWU▲ 3)  | 51-60 (THE▲ )         |

## رؤساء الجامعة
| # | الاسم                          | تاريخ البدء | تاريخ الانتهاء | الدراسة      | نائب رئيس الجامعة |
| - | ------------------------------ | ----------- | -------------- | ------------ | ----------------- |
| 1 | بيتر دي سومر                   | 1968        | 1985           | الدواء       |                   |
| 2 | Roger Dillemans [الإنجليزية]   | 1985        | 1995           | القانون      |                   |
| 3 | André Oosterlinck [الإنجليزية] | 1995        | 2005           | هندسة        |                   |
| 4 | مارك فيرفين                    | 2005        | 2009           | علم اللاهوت  | مارك وعر          |
| 5 | مارك وعر                       | 2009        | 2013           | الدواء       |                   |
| 6 | ريك تورفس                      | 2013        | 2017           | قانون الكنسي |                   |
| 7 | لوك سيلز ( nl )                | 2017        |                | اقتصاديات    |                   |

## خريجون ملحوظون
- ليون بيكيرت (مواليد 1958)، اقتصاد، رجل أعمال
- بول بولكي (مواليد 1954)، اقتصادي، رجل أعمال، الرئيس التنفيذي لشركة نستله
- ماتياس كورمان (مواليد 1970)، سناتور أسترالي بلجيكي المولد ووزير المالية
- جو كورنو، مهندس، الرئيس التنفيذي السابق لشركة السكك الحديدية الوطنية في بلجيكا
- جوان دايمن (مواليد 1965)، عالم التشفير، أحد مصممي معيار التشفير المتقدم (AES).
- جوليان دي وايلد ( مواليد 1967)، مهندس مدني، رجل أعمال
- نويل ديفيش (مواليد 1943)، الزراعة
- غابرييل فيرفاري (مواليد 1970) قانون، رجل أعمال
- ويلي جيسن، قانون، رئيس مركز حقوق الملكية الفكرية (CIR)
- الدكتور عبد القدير خان (مواليد 1936)، مؤسس البرنامج النووي الباكستاني
- كوين لامبرتس (مواليد 1964)، رئيس ونائب رئيس جامعة شيفيلد (المملكة المتحدة)
- جورج ميكرز (مواليد 1965)، كاتب ومربي نبيذ بلجيكي المولد
- سيمون مينيوليه (مواليد 1988) حارس مرمى
- مارتن مورز، فيلسوف
- فرانسين سويجرز، اقتصاد، سيدة أعمال
- وو رونغ آي، الاقتصاد، نائب رئيس مجلس الدولة السابق لتايوان، سياسي تايواني
- مارك فان رانست (مواليد 1965)، طبيب، عالم فيروسات
- تم تعيين هيرمان فان رومبوي (مواليد 1947)، رجل دولة بلجيكي، رئيسًا للمجلس الأوروبي في نوفمبر 2009
- جيف فالكنيرز، طبيب وسياسي
- فرانس فانيستينديل، قانون
- كاثرين فيرفايلي (مواليد 1957) طبيبة وعالمة في الخلايا الجذعية
- كوين فيرفايك (مواليد 1959)، تاريخ، دبلوماسي
- كوين لينارتس، قانون، رئيس محكمة العدل الأوروبية
- بيتر كرميليت، طبيب وعالم طبي
- منتصر الدعمة (مواليد 1989)، باحث جامعي من أصلٍ فلسطيني.[35]

## الدكتوراه الفخرية
منحت الجامعة عددًا من شهادات الدكتوراه الفخرية وأبرزهم:
- بودوان من بلجيكا (1951)، ملك بلجيكا
- ألبرت الثاني ملك بلجيكا (1961)، ملك البلجيكيين
- تيموثي جارتون آش (2011)، مؤرخ بريطاني وأستاذ الدراسات الأوروبية، جامعة أكسفورد
- ميشيل باتشيليت (2015)، رئيس تشيلي
- أبهيجيت بانيرجي (2014)، اقتصادي هندي، معهد ماساتشوستس للتكنولوجيا
- البطريرك برثلماوس الأول القسطنطينية (1996)
- روبرتو بينيني (2007)، ممثل إيطالي، كوميدي، كاتب سيناريو ومخرج السينما والمسرح والتلفزيون.
- جون بريثويت (2008)، عالم الجريمة الأسترالي (تطبيق فكرة العدالة التصالحية على تنظيم الأعمال وبناء السلام)
- مانويل كاستيلس (2004)، أستاذ علم الاجتماع، جامعة كاتالونيا المفتوحة، جامعة جنوب كاليفورنيا
- ليون تشوا (2013)، أستاذ في قسم الهندسة الكهربائية وعلوم الكمبيوتر في جامعة كاليفورنيا، بيركلي
- كارلا ديل بونتي (2002)، رئيسة الادعاء السابقة في محكمتين تابعتين الأمم المتحدة للقانون الجنائي الدولي
- جاريد دايموند (2008)، أستاذ الجغرافيا وعلم وظائف الأعضاء، جامعة كاليفورنيا
- جاك دريدا (1989)، فيلسوف فرنسي
- جون كينيث جالبريث (1972)، اقتصادي كندي
- نادين جورديمر (1980)، مؤلفة جنوب أفريقية، جائزة بوكر 1974، جائزة نوبل في الأدب 1991
- آلان جرينسبان (1997)، اقتصادي، الرئيس السابق لمجلس محافظي الاحتياطي الفيدرالي الأمريكي
- يوجين يونيسكو (1977)، كاتب مسرحي روماني وفرنسي
- بان كي مون (2015)، الأمين العام للأمم المتحدة
- هيلموت كول (1996)، مستشار ألمانيا السابق
- كريستين لاغارد (2012)، المدير العام لصندوق النقد الدولي (IMF)
- ماريو فارغاس يوسا (2003)، كاتب بيروفي
- مايكل مارموت (2014)، عالم الأوبئة البريطاني، جامعة كوليدج لندن
- مارثا نوسباوم (1997)، فيلسوف أمريكي، جامعة شيكاغو
- ديرك أوبينك، محاضر في علم البرديات والأدب اليوناني بجامعة أكسفورد ورئيس مشروع أوكسيرينشوس للبرديات.
- روجر بنروز (2005)، أستاذ الفيزياء الرياضية، جامعة أكسفورد
- نافي بيلاي (2012)، مفوض الأمم المتحدة السامي لحقوق الإنسان
- ماري روبنسون (2000)، رئيس أيرلندا السابق
- جاك روج (2012)، رئيس اللجنة الأولمبية الدولية (IOC)
- أوسكار أرنولفو روميرو (1980)، رئيس أساقفة سان سلفادور (السلفادور)، ناشط في مجال حقوق الإنسان
- هيلموت شميدت (1983)، مستشار ألمانيا السابق
- نيت سيلفر (2013)، كاتب وإحصائي أمريكي
- فيونا ستانلي (2014)، عالمة أوبئة أسترالية
- روان ويليامز (2011)، رئيس أساقفة كانتربري
- أنجيلا ميركل (2017)،[36] سياسي ألماني، مستشارة ألمانيا
- جيمس بي أليسون (2017)، اختصاصي المناعة، جائزة نوبل في علم وظائف الأعضاء أو الطب 2018

## فهرس
- 1860 : تذكار du XXVe anniversaire de la fondation de l'Université catholique: Novembre 1859، Louvain، Typographie Vanlinthout et Cie، 1860 تذكار du XXVe anniversaire de la fondation de l'Université catholique: Novembre 1859.

## روابط خارجية
- الموقع الرسمي
- باللغة الهولندية KU Leuven: تاريخ KU Leuven / KU Leuven، zes eeuwen geschiedenis
- التصنيف الدولي لجامعة كاثوليكي لوفين (2008)